# Ben Amera
Ben Amera (arab. ‏بن أميرة‎, Bin Amīra) – góra w Mauretanii, najwyższy monolit Afryki. Jej wybitność wynosi 633 m. Jest zbudowana z granitu. Na północ od góry przebiega granica z Saharą Zachodnią, a na południe linia kolejowa relacji Nawazibu – Szum. 5 km od Ben Amery położona jest osada Tumajmiszat.         